# VTT aux Jeux olympiques
Le vélo tout terrain est l'une des disciplines du cyclisme aux Jeux olympiques. Il fait son entrée aux Jeux olympiques en 1996 à Atlanta. Seul le cross-country est une discipline olympique, les autres disciplines du VTT ne sont pas représentées.

## Palmarès

### Hommes
| Année | Lieu                   |                     | Champion olympique | Temps           | Médaille d'argent      | Temps           | Médaille de bronze    | Temps           |
| ----- | ---------------------- | ------------------- | ------------------ | --------------- | ---------------------- | --------------- | --------------------- | --------------- |
| 1996  | Atlanta, États-Unis    | résultats détaillés | Bart Brentjens     | 2 h 17 min 38 s | Thomas Frischknecht    | 2 h 20 min 14 s | Miguel Martinez       | 2 h 20 min 36 s |
| 2000  | Sydney, Australie      | résultats détaillés | Miguel Martinez    | 2 h 9 min 2 s   | Filip Meirhaeghe       | 2 h 10 min 5 s  | Christoph Sauser      | 2 h 11 min 20 s |
| 2004  | Athènes, Grèce         | résultats détaillés | Julien Absalon     | 2 h 15 min 2 s  | Jose Antonio Hermida   | 2 h 16 min 2 s  | Bart Brentjens        | 2 h 17 min 5 s  |
| 2008  | Pékin, Chine           | résultats détaillés | Julien Absalon     | 1 h 55 min 59 s | Jean-Christophe Péraud | 1 h 57 min 6 s  | Nino Schurter         | 1 h 57 min 52 s |
| 2012  | Londres, Royaume-Uni   | résultats détaillés | Jaroslav Kulhavý   | 1 h 29 min 7 s  | Nino Schurter          | 1 h 29 min 8 s  | Marco Aurelio Fontana | 1 h 29 min 32 s |
| 2016  | Rio de Janeiro, Brésil | résultats détaillés | Nino Schurter      | 1 h 33 min 28 s | Jaroslav Kulhavý       | 1 h 34 min 18 s | Carlos Coloma         | 1 h 34 min 51 s |
| 2020  | Tokyo, Japon           | résultats détaillés | Tom Pidcock        | 1 h 25 min 14 s | Mathias Flückiger      | 1 h 25 min 34 s | David Valero          | 1 h 25 min 48 s |
| 2024  | Paris, France          | résultats détaillés | Tom Pidcock        | 1 h 26 min 22 s | Victor Koretzky        | 1 h 26 min 31 s | Alan Hatherly         | 1 h 26 min 33 s |

### Femmes
| Année | Lieu                   |                     | Championne olympique   | Temps           | Médaille d'argent    | Temps           | Médaille de bronze | Temps           |
| ----- | ---------------------- | ------------------- | ---------------------- | --------------- | -------------------- | --------------- | ------------------ | --------------- |
| 1996  | Atlanta, États-Unis    | résultats détaillés | Paola Pezzo            | 1 h 50 min 51 s | Alison Sydor         | 1 h 51 min 58 s | Susan DeMattei     | 1 h 52 min 36 s |
| 2000  | Sydney, Australie      | résultats détaillés | Paola Pezzo            | 1 h 49 min 24 s | Barbara Blatter      | 1 h 49 min 51 s | Margarita Fullana  | 1 h 49 min 59 s |
| 2004  | Athènes, Grèce         | résultats détaillés | Gunn-Rita Dahle Flesjå | 1 h 56 min 51 s | Marie-Hélène Prémont | 1 h 57 min 50 s | Sabine Spitz       | 1 h 59 min 21 s |
| 2008  | Pékin, Chine           | résultats détaillés | Sabine Spitz           | 1 h 45 min 11 s | Maja Włoszczowska    | 1 h 45 min 52 s | Irina Kalentieva   | 1 h 46 min 28 s |
| 2012  | Londres, Royaume-Uni   | résultats détaillés | Julie Bresset          | 1 h 30 min 52 s | Sabine Spitz         | 1 h 31 min 54 s | Georgia Gould      | 1 h 32 min 0 s  |
| 2016  | Rio de Janeiro, Brésil | résultats détaillés | Jenny Rissveds         | 1 h 30 min 15 s | Maja Włoszczowska    | 1 h 30 min 52 s | Catharine Pendrel  | 1 h 31 min 41 s |
| 2020  | Tokyo, Japon           | résultats détaillés | Jolanda Neff           | 1 h 15 min 46 s | Sina Frei            | 1 h 16 min 57 s | Linda Indergand    | 1 h 17 min 5 s  |
| 2024  | Paris, France          | résultats détaillés | Pauline Ferrand-Prévot | 1 h 26 min 2 s  | Haley Batten         | 1 h 28 min 59 s | Jenny Rissveds     | 1 h 29 min 4 s  |

## Tableau des médailles
| Rang  | Nation         | Or | Argent | Bronze | Total |
| ----- | -------------- | -- | ------ | ------ | ----- |
| 1     | France         | 5  | 2      | 1      | 8     |
| 2     | Suisse         | 2  | 5      | 3      | 10    |
| 3     | Italie         | 2  | 0      | 1      | 3     |
| 4     | Royaume-Uni    | 2  | 0      | 0      | 2     |
| 5     | Allemagne      | 1  | 1      | 1      | 3     |
| 6     | Tchéquie       | 1  | 1      | 0      | 2     |
| 7     | Pays-Bas       | 1  | 0      | 1      | 2     |
| 7     | Suède          | 1  | 0      | 1      | 2     |
| 9     | Norvège        | 1  | 0      | 0      | 1     |
| 10    | Canada         | 0  | 2      | 1      | 3     |
| 11    | Pologne        | 0  | 2      | 0      | 2     |
| 12    | Espagne        | 0  | 1      | 3      | 4     |
| 13    | États-Unis     | 0  | 1      | 2      | 3     |
| 14    | Belgique       | 0  | 1      | 0      | 1     |
| 15    | Afrique du Sud | 0  | 0      | 1      | 1     |
| 15    | Russie         | 0  | 0      | 1      | 1     |
| Total | Total          | 16 | 16     | 16     | 48    |